# Crust punk
Genres dérivés
Grindcore, Red and Anarchist Black Metal
Le crust punk (souvent appelé simplement crust, ou stenchcore, ou bien encore crustcore) est un genre musical influencé par l'anarcho-punk, le punk hardcore, le d-beat et le metal extrême. Le style, qui a émergé dans les années 1980 en Angleterre, recense le plus souvent des chansons aux paroles sombres et pessimistes qui traitent des maux sociaux et politiques. Le terme de « crust » est crédité par Hellbastard sur le démo Ripper Crust, sortie en 1986.
Le crust se définit en partie de par sa sonorité pleine de basse et distordue. Il est le plus souvent joué à un tempo rapide avec quelques parties lentes occasionnelles. Le chant est souvent guttural et quelquefois grogné ou hurlé. Le crust punk reprend des éléments d'anarcho-punk de Crass et Discharge et de metal extrême de groupes comme Venom, Hellhammer, Celtic Frost et Motörhead,. Bien que le terme soit principalement associé à Hellbastard, Amebix est considéré comme le père fondateur du style, avec Discharge et Antisect.

## Caractéristiques
Le crust punk est une forme musicale dérivée du punk hardcore et de l'anarcho-punk, mélangée à des riffs de metal. Le tempo est souvent rapide, mais plus raccourci que le thrashcore ou le grindcore. Le son musical en lui-même est décrit comme minimaliste. Les morceaux de batterie sont habituellement rapides, et font souvent usage du d-beat.
Les morceaux vocaux du crust punk sont souvent criés ou hurlés par un ou deux chanteurs. Le contenu lyrique du crust punk est sombre et politiquement engagé. Les chansons de crust punk parlent souvent de guerre nucléaire, de militarisme, du droit des animaux, des forces de police, de la personnalité, des états de stress et du fascisme. Amebix s'intéresse de temps à autre au mysticisme et au gnosticisme. Malcolm « Scruff » Lewty, guitariste et chanteur du groupe Hellbastard, explique la différence entre les paroles utilisées dans le metal et le crust : « les paroles dans le metal sont débiles, et totalement dépassées. Venom parlait de Satan... et de motos... et de Satan... et de femmes... et de Satan ! Vous savez quoi ? Je me suis jamais réveillé un matin en disant : 'Putain! Satan! Allons en Enfer voir ce qui s'y passe!' Il suffit que j'allume la télé pour voir des centaines de gens morts pendant un séisme dans le tiers monde... et tous ces gens crever de faim alors qu'on dépense toujours plus dans l'armée... C'était — et c'est toujours — la réalité. Tout ce qui est heavy metal n'est qu'une échappatoire à la réalité, qui mène vers un monde... disons, merdique. »

## Histoire

### Précurseurs
La toute première influence de la scène crust punk provient du style anarcho-punk de Crass et du d-beat de Discharge. Des groupes suédois de d-beat comme Crude SS, Anti Cimex, Mob 47, et le groupe finlandais Rattus contribuent également à son développement. Amebix s'inspire également de nombreux groupes de post-punk comme Public Image Ltd., Bauhaus, Joy Division, et particulièrement de Killing Joke. La musique proto-metal de Black Sabbath et de Motörhead inspirent très fortement Amebix et Antisect.

### Années 1980
Le crust est lancé par les groupes Amebix, et Antisect, en 1985, grâce à l'album Arise et au single Out from the Void, respectivement. Le terme de « crust » est utilisé pour la première fois par Hellbastard sur leur démo Ripper Crust sortie en 1986. Ian Glasper, spécialiste de l'histoire punk explique que « c'est dans Rippercrust que le terme 'crust' est pour la toute première fois utilisé dans le contexte punk, d'où le lancement du genre crustcore que certains attribueraient à des groupes comme Disorder, Chaos UK, et Amebix quelques années plus tôt. »
Malcolm « Scruff » Lewty, chanteur et guitariste du groupe, commente que : « beaucoup de gens disent que nous avons lancé le genre crust-punk, mais peu importe. Si c'est ce qu'ils pensent, ça m'est égal, mais je ne suis pas Malcolm McLaren, qui dit avoir inventé quelque chose alors que c'est faux. » Felix von Havoc, spécialiste de la musique, considère Doom, Excrement of War, The Electro Hippies et Extreme Noise Terror comme les quelques premiers groupes du « crust » britannique. D'autres sous-genres musicaux émergent peu après. Deviated Instinct, originaire de Norwich, lancent le « stenchcore », mêlant « imagerie et son — sale et orienté metal, respectivement — à leur musique. » Originellement groupe anarcho-punk, le groupe s'inspire du metal. Julian « Leggo » Kilsby du groupe commente : « On faisait partie de la scène anarcho, d'abord, très politiquement engagée... »
Extreme Noise Terror est crédité pour avoir développé le style grindcore. Cependant, Pete Hurley, guitariste du groupe, déclare n'avoir jamais eu d'intérêt pour ce style : « Le 'grindcore' est juste un terme stupide utilisé par des gamins des West Midlands, et on avait rien à voir avec ça. ENT était, est, et — en supposant — sera toujours un groupe de punk hardcore... pas un groupe de grindcore, de stenchcore, de trampcore, ou autre genre de -core que vous pourrez trouver. »
Le crust punk américain est lancé à New York, également au milieu des années 1980, grâce à des groupes comme Nausea. Le groupe est formé dans la scène Lower East Side et dans la scène hardcore de New York avec Roger Miret d'Agnostic Front. Les premières chansons de Neurosis, groupe originaire de San Francisco, partagent celles d'Amebix, et représentent le crust punk de la côte ouest,, Disrupt (Boston), Antischism (en) (Caroline du Sud), et Destroy (Minneapolis) sont également des groupes importants de la scène crust américaine.

### Années 1990

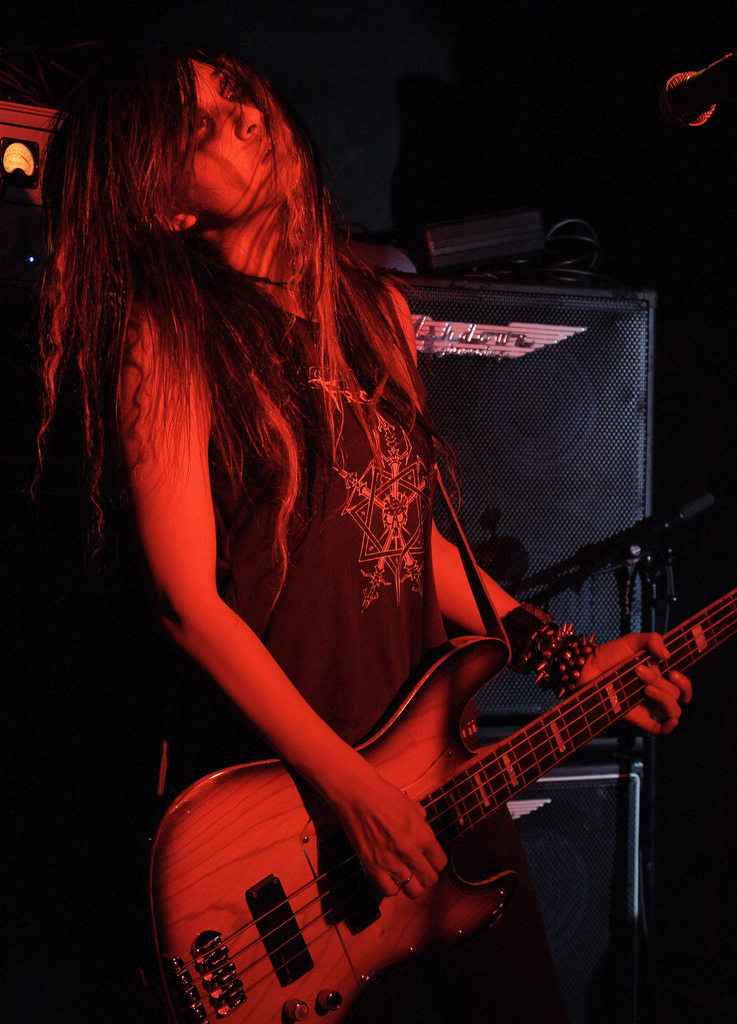
Vivian Slaughter de Gallhammer.

Un groupe important de la scène crust punk américaine se nomme Aus-Rotten, originaire de Pittsburgh en Pennsylvanie. Le crust punk émerge aussi à Minneapolis, mené par le label Profane Existence (en). À cette période, l'éthique du crust punk s'étend sur des sujets comme le végétarianisme, le féminisme, et parfois le straight edge revendiqué par certains groupes de la scène. La scène powerviolence associée au label Slap-a-Ham Records se rapproche du crust punk, comme c'est le cas avec Man Is the Bastard et Dropdead. Le crust se répand également au Sud des États-Unis où les labels Prank Records et CrimethInc. popularisent le genre. Le crust du sud est principalement représenté par His Hero Is Gone,. Des groupes de crust punk (Driller Killer, Totalitär, Skitsystem, Wolfbrigade, et Disfear) émergent en parallèle en Suède, et sont principalement associés à la scène D-beat.

### Années 2000
Quelques groupes notables de crust des années 2000 impliquent Iskra, Behind Enemy Lines, et Tragedy. Les années 2000 assistent également à l'émergence de la scène dans la ville de La Corogne, en Espagne, avec des groupes comme Black Panda, Ekkaia, et Madame Germen.

## Fusion avec d'autres genres

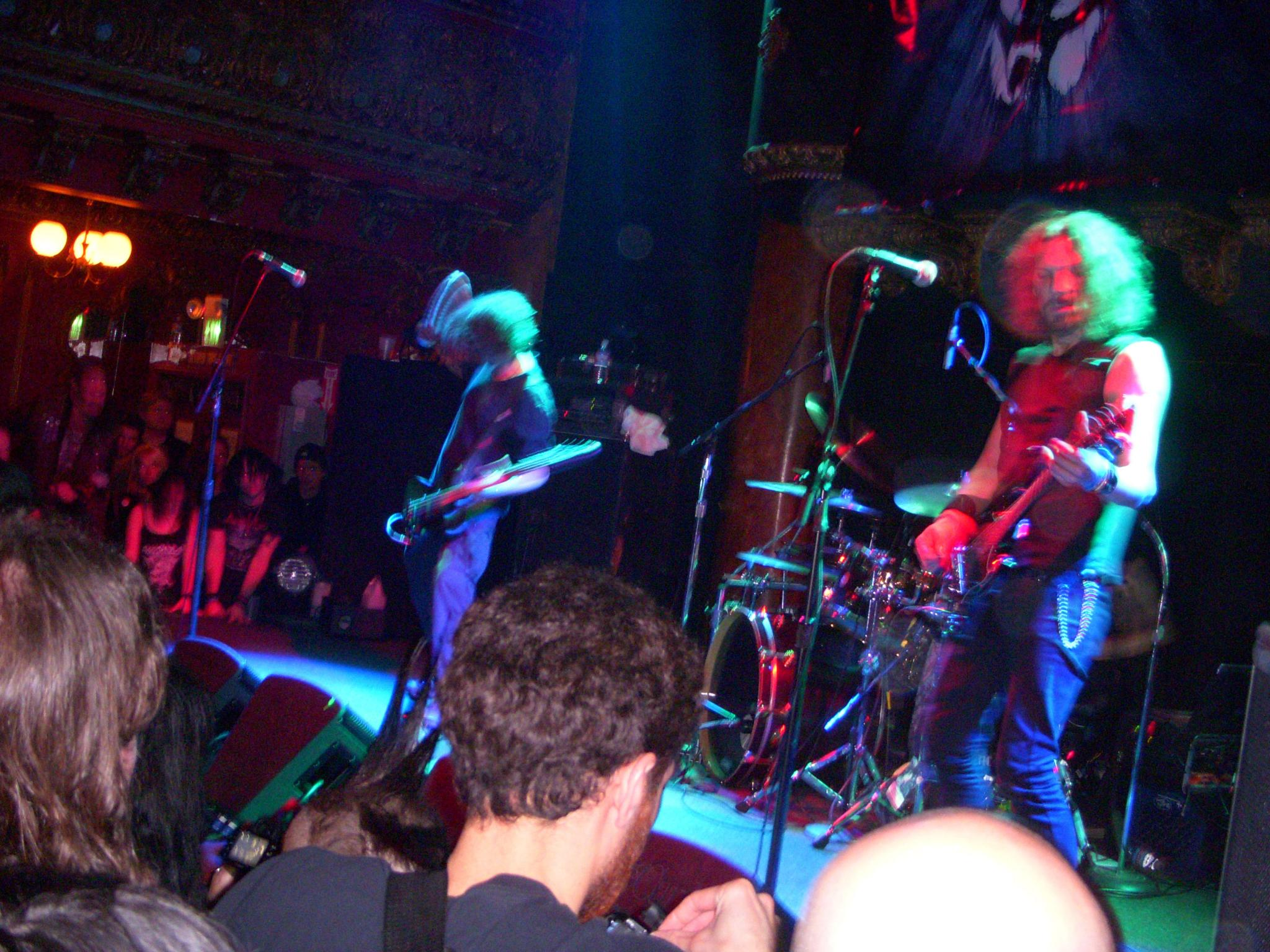
Amebix en concert en 2009.

Amebix s'inspirait de Killing Joke,, qui est l'un des groupes fondateurs du rock industriel auquel le crust punk a toujours été associé. Nausea incorpore également des éléments de rock industriel.
Le crust influence également le genre grindcore. Le premier genre grindcore, joué par des groupes britanniques comme Napalm Death et Extreme Noise Terror, émerge de la scène crust. Ce style est appelé « crustgrind ». Les genres thrashcore et powerviolence, développés par des groupes de punk hardcore sont liés au crust, comme c'est le cas pour Man Is the Bastard, Dropdead, et Capitalist Casualties. Des groupes crust punk comme Amebix, s'inspirent de la première vague du black metal impliquant Venom et Hellhammer, Celtic Frost. D'une manière similaire, Bathory s'inspire initialement par le crust punk et le metal.